# Sumber Lesung
Sumber Lesung is een bestuurslaag in het regentschap Jember van de provincie Oost-Java, Indonesië. Sumber Lesung telt 6808 inwoners (volkstelling 2010).